# Phaulotettix
Phaulotettix is een geslacht van rechtvleugeligen uit de familie veldsprinkhanen (Acrididae). De wetenschappelijke naam van dit geslacht is voor het eerst geldig gepubliceerd in 1897 door Scudder.

## Soorten
Het geslacht Phaulotettix omvat de volgende soorten:
- Phaulotettix ablusus Barrientos Lozano, Rocha-Sánchez & Méndez-Gómez, 2011
- Phaulotettix adiaphoros Barrientos Lozano, Rocha-Sánchez & Méndez-Gómez, 2011
- Phaulotettix adibilis Barrientos Lozano, Rocha-Sánchez & Méndez-Gómez, 2011
- Phaulotettix adynatos Barrientos Lozano, Rocha-Sánchez & Méndez-Gómez, 2011
- Phaulotettix affinis Barrientos Lozano, Rocha-Sánchez & Méndez-Gómez, 2011
- Phaulotettix altissimus Barrientos Lozano, Rocha-Sánchez & Méndez-Gómez, 2011
- Phaulotettix ambrosius Barrientos Lozano, Rocha-Sánchez & Méndez-Gómez, 2011
- Phaulotettix arcadius Barrientos Lozano, Rocha-Sánchez & Méndez-Gómez, 2011
- Phaulotettix compressus Scudder, 1897
- Phaulotettix eurycercus Hebard, 1918
- Phaulotettix flaccidus Barrientos Lozano, Rocha-Sánchez & Méndez-Gómez, 2011
- Phaulotettix huastecus Buzzetti, Barrientos Lozano & Fontana, 2010
- Phaulotettix jocundus Barrientos Lozano, Rocha-Sánchez & Méndez-Gómez, 2011
- Phaulotettix nimius Barrientos Lozano, Rocha-Sánchez & Méndez-Gómez, 2011
- Phaulotettix opimus Barrientos Lozano, Rocha-Sánchez & Méndez-Gómez, 2011